# 2019년 북인도양 사이클론
다음은 2019년에 발생한 열대저기압의 목록이다.

## 발생한 사이클론

### 벵골 만 (BOB)

#### 제1호 사이클론 파북
2019년 제1호 사이클론 파북(PABUK)은 1월 1일 오후 3시에 중심기압 1000hPa, 최대풍속 18m/s, 강풍 반경 330km, 크기 '중형'의 열대폭풍으로 베트남 호치민 남동쪽 약 640km 부근 해상에서 발생하였다.(일본 기상청 태풍정보 속보치 기준) 발생 이후 타이만에서 서~서북서진하며 서서히 발달해서 1월 4일 오전 3시에 말레이시아 쿠알라룸푸르 북북동쪽 약 440km 부근 해상에서 중심기압 994hPa, 최대풍속 23m/s, 강풍 반경 390km(북서쪽 반경)의 세력 '약', 크기 '중형'의 열대 폭풍으로 최성기를 맞이하였다.(일본 기상청 태풍정보 속보치 기준) 타이만에서 최성기 세력을 유지하면서 계속 서~서북서진하면서 한국 기상청 기준으로는 1월 4일 오후 9시에 말레이시아 쿠알라룸푸르 북북서쪽 약 640km 부근 육상(태국 나콘시탐마랏 주 육상)에 중심기압 994hPa, 최대풍속 21m/s, 강풍 반경 250km(북서쪽 반경)의 세력 '약', 크기 '소형'의 열대 폭풍으로 상륙하였다. 일본 기상청 기준으로는 1월 4일 오후 9시에 말레이시아 쿠알라룸푸르 북북서쪽 약 614km 부근 해상(태국 나콘시탐마랏 주 동쪽 타이만 해상)에 중심기압 996hPa, 최대풍속 23m/s, 강풍 반경 390km(북서쪽 반경)의 세력 '약', 크기 '중형'의 열대 폭풍의 세력으로 도달하였고, 1월 5일 0시에 말레이시아 쿠알라룸푸르 북서쪽 약 643km 부근 육상(태국 나콘시탐마랏 주 육상)에 중심기압 996hPa, 최대풍속 23m/s, 강풍 반경 390km(북서쪽 반경)의 세력 '약', 크기 '중형'의 열대 폭풍으로 상륙하였다. 태국에 상륙하며 동경 100도를 통과해서 인도양 사이클론 구역으로 넘어가면서 일본 기상청과 한국 기상청의 태풍정보가 종료되었다. 그 후 사이클론 파북은 태국 크라비 주와 팡응아 주를 관통하여 벵골만으로 나갔으나, 1월 5일 오전 9시에 태국 라농 주 서쪽 약 25km 부근 해상에서 1004hPa의 열대저압부로 소멸하였다. 1월에 발생이 드문 북인도양 사이클론 구역에서 발생한 사이클론이 되었다. 파북은 라오스에서 제출한 이름으로 메콩강에 서식하는 민물고기 중 한 종류를 의미한다.

#### 제3호 매우 강한 사이클론 불불 (열대폭풍 마트모 잔해)
태풍 마트모에서 약화된 열대저압부에서 다시 사이클론으로 발달하였다. 콜카타 인근에 상륙해 큰 피해를 입혔으며, 인도 동부에서 소멸되었다.

## 사이클론 이름
| - 제1호 파북 - 제2호 파니 | - 제3호 바유 - 제4호 히카 | - 제5호 키야르 - 제6호 마하 | - 제7호 불불 - 제8호 파반 |

## 같이 보기
- 2019년 북대서양 허리케인
- 2019년 동태평양 허리케인
- 2019년 태풍
- 2019년 북인도양 저기압